# Vaux-sur-Mer
Vaux-sur-Mer és un municipi francès situat al departament del Charente Marítim i a la regió de la Nova Aquitània. És un centre turístic situat a l'aglomeració de Royan.
Aquest municipi s'emplaça al nord de la desembocadura de l'estuari de la Gironda. La ciutat de Vaux-sur-Mer està agermanada amb el municipi català d'Anglès.

## Llocs d'interès
- Església Saint-Étienne
- Parc del Hôtel de Ville (Parc de l'ajuntament)
- Platja de Nauzan i de Pontaillac